# Asambleas del Partido Republicano de 2012 en Misuri
Las Asambleas del Partido Republicano de 2012 en Misuri se hicieron entre el 15 al 24 de marzo de 2012. Las Asambleas del Partido Republicano fueron una asambleas, con 49 de 52 delegados para elegir al candidato del partido Republicano para las elecciones presidenciales de Estados Unidos de 2012.  En el estado de Misuri estaban en disputa 49 delegados en la cual Mitt Romney ganó.

## Elecciones

### Resultados
| Candidato     | Condados |
| ------------- | -------- |
| Rick Santorum | 14.5     |
| Ron Paul      | 10.5     |
| Mitt Romney   | 2.5      |
| Newt Gingrich | 1.5      |
| Indecisos     | 14       |
|               |          |
| Desconocido   | 72       |
| Total         | 115      |

#### Distritos y estados
La siguiente tabla muestra a los ganadores en cada distrito congresional y a nivel estatal.
| Resultados de la Convención | Resultados de la Convención | Resultados de la Convención | Resultados de la Convención | Resultados de la Convención | Resultados de la Convención | Resultados de la Convención | Resultados de la Convención | Resultados de la Convención | Resultados de la Convención | Resultados de la Convención |
| Candidato                   | 1.º                         | 2.º                         | 3.º                         | 4.º                         | 5.º                         | 6.º                         | 7.º                         | 8.º                         | Estado                      | Total                       |
| --------------------------- | --------------------------- | --------------------------- | --------------------------- | --------------------------- | --------------------------- | --------------------------- | --------------------------- | --------------------------- | --------------------------- | --------------------------- |
| Mitt Romney                 | 1                           | 1                           | 2                           | 3                           | 0                           | 1                           | 1                           | 3                           |                             | 12                          |
| Rick Santorum               | 1                           | 2                           | 1                           | 0                           | 0                           | 1                           | 2                           | 1                           |                             | 8                           |
| Ron Paul                    | 1                           | 0                           | 0                           | 0                           | 3                           | 0                           | 0                           | 0                           |                             | 4                           |
| Newt Gingrich               | 0                           | 0                           | 0                           | 0                           | 0                           | 1                           | 0                           | 0                           |                             | 1                           |
| Indecisos                   |                             |                             |                             |                             |                             |                             |                             |                             | 25                          | 25                          |
| Total                       | 24                          | 24                          | 24                          | 24                          | 24                          | 24                          | 24                          | 24                          | 25                          | 49                          |